# Medemia argun
Genre
Espèce
Synonymes
- Hyphaene argun Mart.			(1845)
- Areca passalacquae Kunth		(1826)
- Medemia abiadensis H.Wendl.		(1881)

Statut de conservation UICN

 VU B2ab(iii) : Vulnérable
Medemia argun, le palmier argoun, est une espèce de plantes monocotylédones de la famille des Arecaceae originaire d'Afrique. C'est l'unique espèce du genre Medemia (genre monotypique)
Ce palmier, qui a d'abord été identifié par ses fruits retrouvés dans les tombes des pharaons de l'Égypte ancienne, n'existe plus que dans quelques populations fragmentées en Égypte et au Soudan. 

## Description
Medemia argun est un palmier à stipe unique, non ramifié, pouvant atteindre 10 m de haut. Les feuilles, bleu-vert, en éventail sont composées de folioles, soudées sur un tiers du limbe, d'une longueur de 1,30 m environ. Ces feuilles restent longtemps sur l'arbre, formant une « jupe » sous la couronne lorsqu'elles sont desséchées (feuilles marcescentes). Le pétiole ne porte pas d'épines, ni d'appendice en languette (hastula) à la jonction avec le limbe, ce qui distingue cette espèce du palmier doum d'Égypte (Hyphaene thebaica).
L'inflorescence est un spadice peu ramifié.
Le fruit est une drupe brun-pourpre, de forme elliptique, de 3,5 à 5 cm de long.
La graine, unique, ellipsoïde, mesure environ 3 cm de long. L'endocarpe, blanc cartilagineux, présente une cavité centrale,. 

## Taxinomie
Le genre Medemia est classé dans la sous-famille des Coryphoideae, tribu des Borasseae, sous-tribu  des Hyphaeninae au sein de la famille des Arecaceae. C'est un genre monotypique, il comprend une seule espèce, Medemia argun. Le genre le plus proche est Hyphaene.
Dans la World Checklist of Selected Plant Families (liste mondiale de familles végétales sélectionnées)  des jardins botaniques royaux de Kew, seule l'espèce Medemia Argun est reconnue.
Une seconde espèce du genre Medemia, caractérisée par des fruits plus petits, a bien été décrite et nommée Medemia adiadensis par le botaniste allemand Hermann Wendland en 1881. Cette distinction fut annulée par d'autres taxinomistes (Beccari, 1924, Govaerts et Dransfield, 2005).
L'épithète spécifique, argun, fait référence au nom donné à ce palmier par les Bédouins, qui l'appellent « Urgoun  ».

### Synonymes
Selon Catalogue of Life (18 octobre 2014)
- Areca passalacquae Kunth ;
- Hyphaene argun Mart. ;
- Medemia abiadensis H.Wendl.

## Distribution
Medemia argun est un palmier endémique du désert de Nubie. On n'en connaît que quelques populations relictuelles, en particulier entre les 20e et 21e parallèles  dans la région de Ouadi Delkh et Gebel Shigr et dans les dépressions du Kheiran (Nord du Soudan) ainsi que dans des oasis inhabitées du désert occidental en Égypte.

## Histoire
La première découverte de ce palmier est due à Giuseppe Passalacqua, aventurier italien qui découvrit des fruits, laissés en offrande, en fouillant d'anciens tombeaux égyptiens au début du XIXe siècle. Par la suite, Giuseppe Passalacqua devint conservateur des collections égyptiennes du musée de Berlin. Étudiant ces reliques archéologiques, le botaniste allemand, Karl Kunth reconnaît qu'il s'agit d'une espèce nouvelle, dont on ne connaissait alors aucun exemplaire vivant, qu'il nomme Areca passalacquae en 1826.
On a retrouvé des fruits du palmier argoun dans les anciennes tombes égyptiennes depuis la cinquième dynastie (vers 2 500 av. J.-C.) jusqu'à la période romaine (VIe et VIIe siècles), ce qui semble indique que l'arbre était plus répandu dans l'Égypte ancienne qu'il ne l'est dans l'Égypte moderne.

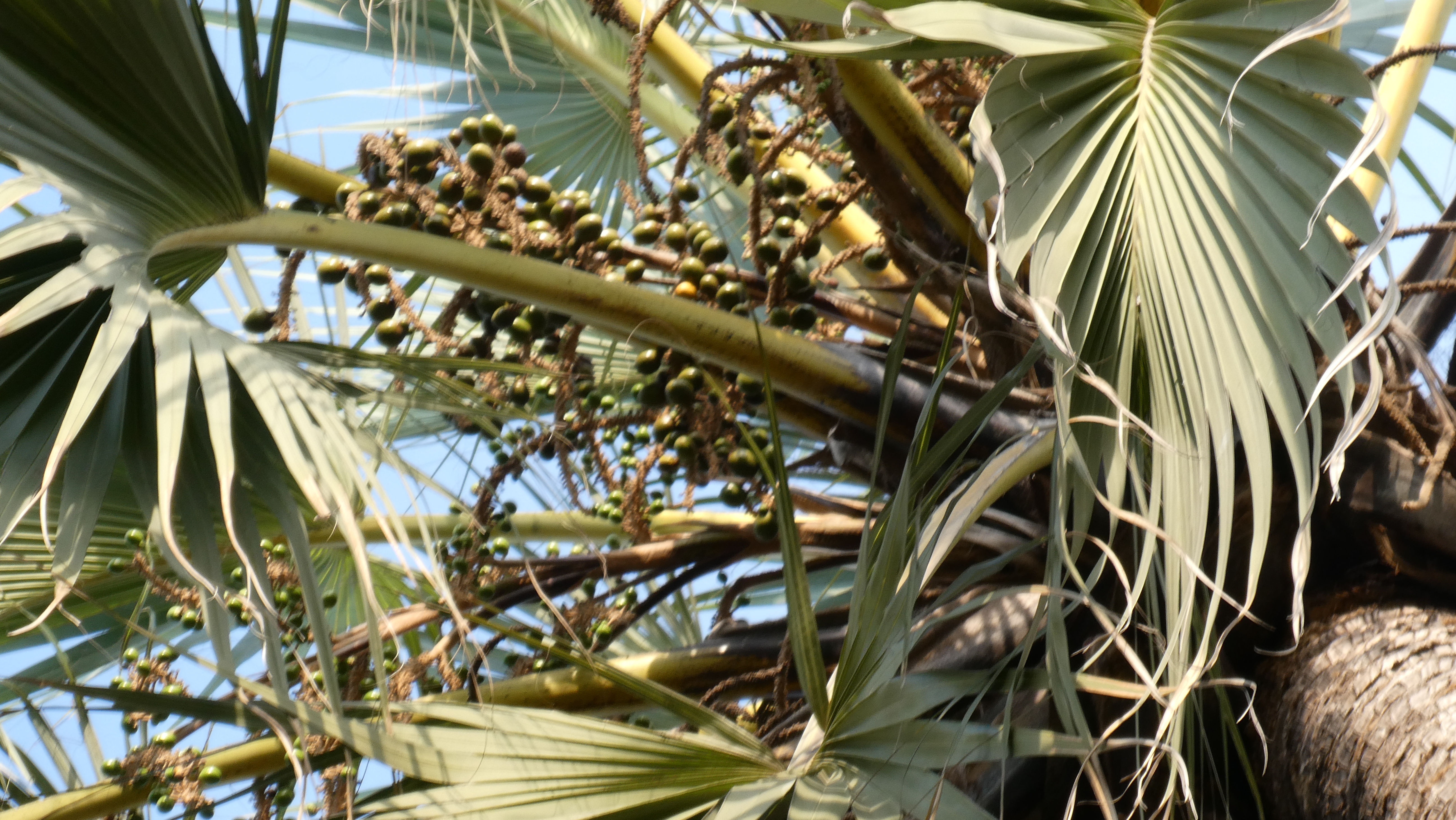
Jardin de Nong-Nooch - Medemia argun (fruits immatures)

Ce palmier figure dans la liste des arbres du jardin du scribe Inéni (XVIIIe dynastie), retrouvé dans sa tombe. Cette liste compte vingt arbres, dont 13 ont pu être identifiés. Parmi ceux-ci, le palmier argoun, figurant en quatorzième position dans la liste, n'existait qu'en un seul exemplaire dans le jardin d'Ineni.
Les premiers spécimens vivants du palmier argoun ont été découverts en 1837 dans le désert de Nubie (Nord du Soudan) par le naturaliste allemand, Friedrich Paul Wilhelm von Württemberg, et le botaniste autrichien, Theodor Kotschy.
En 1845, le botaniste allemand et spécialiste des palmiers, Carl von Martius, étudiant le matériel transmis par Paul Wilhelm von Württemberg, le décrit sous le nom d'Hyphaene argun dans le troisième volume de son Historia naturalis palmarum, 
C'est seulement en 1859 que l'identité des deux espèces, Areca passalacquae et Hyphaene argun est établie par le botaniste et paléontologue autrichien, Franz Unger.
Enfin en 1881, un autre botaniste allemand, Hermann Wendland, crée le genre Medenia, lui attribuant deux espèces, fusionnées par la suite.
Le palmier a ensuite été considéré comme éteint au Soudan, où il n'avait plus été signalé depuis 1907, jusqu'à sa redécouverte en 1995, à proximité des puits de Murrat.

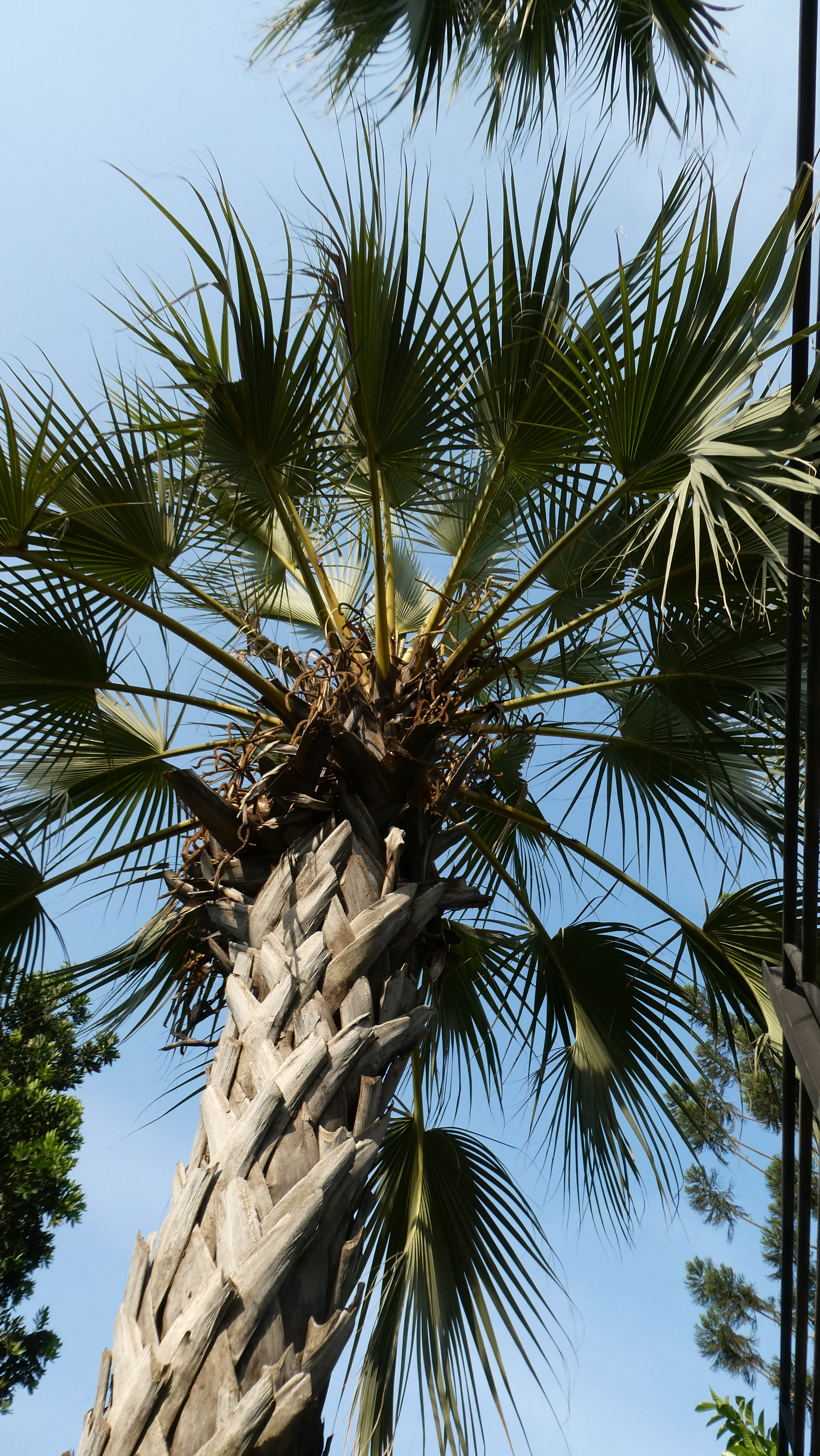
couronne du Medemia argun à Nong-Nooch en Thaïlande

La première découverte du palmier argoun vivant en Égypte date de 1963. Elle est due au botaniste égyptien Loutfy Boulos, qui découvrit en compagnie de Vivi Täckholm et Mahmoud Zahran, un arbre femelle adulte et sept jeunes individus dans l'oasis inhabitée de Dungul, à 220 km au sud-ouest d'Assouan. En 1996, le palmier adulte était mort, ne laissant subsister qu'un tronc de 10 m de haut, mais la population de Medemia argun à Dungul comptait 36 individus.

## Utilisation
Selon les publications ethnographiques, la partie la plus utilisée de ce palmier est le limbe des feuilles qui sert à tresser des nattes et des corbeilles. Cette utilisation a conduit a une surexploitation qui expliquerait la rareté actuelle de l'espèce. 
On a retrouvé dans une tombe d'enfant à Adaïma, au sud de Louxor, des restes de nattes  qui ont été identifiées comme provenant de folioles de Medemia argun. Cette tombe appartenant à une nécropole datée de la fin de la période prédynastique à la deuxième dynastie, ce serait la plus ancienne trace archéologique de ce palmier.
La comestibilité du fruit est discutée par les auteurs, certains, comme Carl von Martius, pensent que ce fruit est trop amer pour être comestible, d'autres estiment que la chair, peu épaisse, est sucrée et peut constituer une ressource alimentaire dans le désert où les fruits sont rares. 
Sa consommation est attestée dans la tribu des Bichariens de Nubie.
Il est certain que ce fruit était très estimé dans l'Égypte ancienne, mais on ignore pour quelle raison.
Les noyaux, assez denses, peuvent être sculptés pour fabriquer des objets artisanaux, notamment des perles de chapelet. 
Le bois du stipe (tronc du palmier), réputé très résistant, peut servir à la construction ou à la fabrication d'instruments de musique.

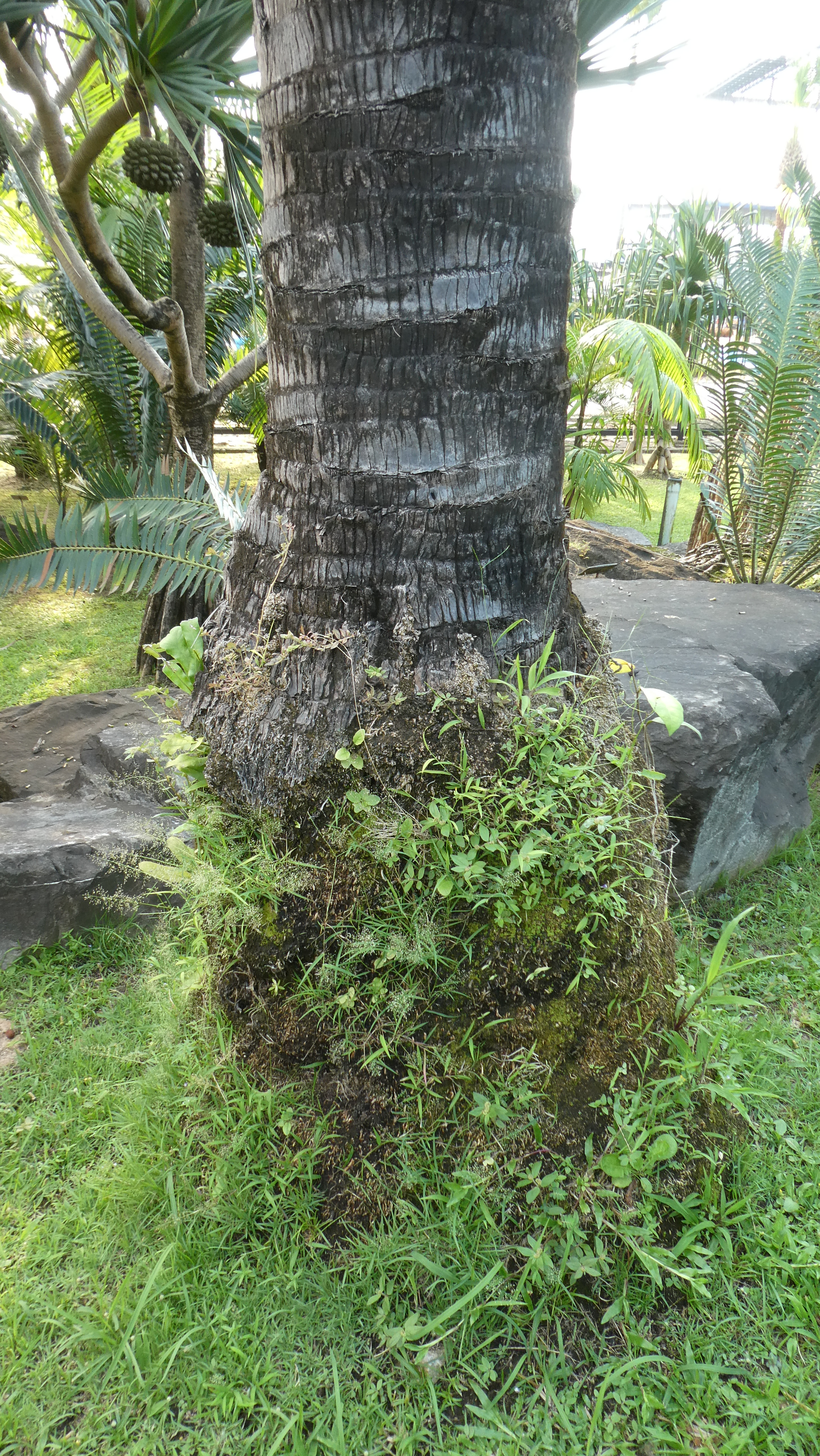
Jardin de Nong-Nooch - Medemia argun (bas du stipe)